# Amyema fasciculata
Amyema fasciculata là một loài thực vật có hoa trong họ Loranthaceae. Loài này được (Blume) Danser mô tả khoa học đầu tiên năm 1929.